# Этническое самосознание
Этни́ческое самосозна́ние или этни́ческая иденти́чность — эмоционально-когнитивный процесс осознания принадлежности человека к какой-либо этнической общности; является проекцией на сознание людей существующих этнических связей и проявляется в виде этнонима. Один из видов социальной идентификации. В переписях населения и других видах массового статистического учёта используется как основной этнический определитель.
Этническое самосознание основывается на противопоставлении «мы-они», общности происхождения и исторической судьбы, генеалогических преданиях, участии в каких-либо исторических событиях, представлениях о «родном языке» и «родной земле». На поздних стадиях развития общества большую роль в формировании и развитии этнического самосознания играет национальная интеллигенция.

## Этническое самосознание и этническая идентичность
В российской науке существуют различные взгляды на тождественность и различия терминов самосознание и идентичность. Исторически, для глоссария отечественных исследователей со второй половины 1940-х годов более традиционно использование термина «этническое самосознание», введённое в научный оборот П. И. Кушнером. Это понятие в дальнейшем широко использовалось в этнографии при разработке советской теории этноса Ю. В. Бромлеем, В. И. Козловым и др. Проникновение в русскоязычную научную терминологию «этнической идентичности» связано с появлением в конце 1980-х переводных работ западных исследователей, причём в большей степени это коснулось таких дисциплин как этнопсихология, социология, политология. Э. Г. Александренков показал, что в основном определения двух терминов повторяют друг друга, а смена терминологии вызвана лишь обращением к иным (часто междисциплинарным) исследованиям, что не мешает плодотворному использованию ранее бытовавшего термина. В то же время, Т. Г Стефаненко считает этническую идентичность более широким понятием, включающим эмоционально-ценностное отношение человека к своей этнической принадлежности (хотя в известных определения этнического самосознания эта составляющая содержится), другие исследователи считают что «этническое бессознательное» входит в «идентичность», но не относится к «самосознанию». Международное исследование развития идентичности и самосознания на жизненном пути личности в онтогенетическом аспекте проведено Институтом психологии РАН на рубеже веков, которое кроме обширных эмпирических данных по России, СНГ и Европы, проблематизировало проблему «идентичность — идентификация — самосознание» в соотнесение с понятием «развития» и выявило важнейшую роль проблемы субъекта коллективного и индивидуального в данной тематике. В частности в приведенных в этих книгах исследованиях М. И. Воловиковой, С. В. Григорьева, В. Н. Дружинина и Е. А. Сергиенко показана роль истории и народного психологического опыта, понимания субъектом отношения «человек и мир» и нравственного развития в становлении процессов «идентификации — обособления и/или отчуждения» в ходе психоисторического и онтогенетического становления этнической идентичности и самосознания, включая этническое самосознание, в общей картине онтологии психической реальности.

## Этническое самосознание как этнический определитель
Уже в 1876 году на Петербургском международном статистическом конгрессе было установлено, что для точного определения национальности опрашиваемого необходимо выяснить его самосознание, при этом устранив всякое давление на опрашиваемого со стороны государственных органов, однако последняя оговорка мешала этому принципу закрепиться в практике переписей населения. К середине XX века в странах, вместе составляющих 74 % населения Европы, признак самосознания не использовался в переписях для определения этнического (национального) состава. Ещё в 1949 году этнограф П. И. Кушнер указывал, что «в капиталистическом обществе свободное выявление национального самосознания сопряжено с такими трудностями для представителей „неполноправных“ народностей и этнических групп, что пользоваться национальным самосознанием как основным этническим определителем при народных переписях и массовых опросах было бы крайне опрометчиво». Тот же автор указывает, что национальное (этническое) самосознание относится к «субъективным» признакам, тогда как «объективными» признаками принадлежности к той или иной этнической единице является язык, культурные особенности, религия. В СССР с 1926 года самосознание используется как этнический определитель, хотя ответы опрашиваемых относительно своей национальности подвергались обработке и приводились в соответствии с утверждённым перечнем национальностей.